# ويليام سيدغويك
ويليام سيدغويك (بالإنجليزية: William Sedgwick)‏ هو كاهن أنجليكاني نيوزيلندي، ولد في 1858، وتوفي في 1948.